# Li Shichun
Li Shichun (chiń. 李世淳) – chiński dyplomata.
Ambasador Chińskiej Republiki Ludowej w Phnom Penh (Królestwo Kambodży). Pełnił tę funkcję w okresie od września 1989 do października 1991 roku. Jednocześnie pełnił funkcję ambasadora w Królestwie Tajlandii między marcem 1989 a grudniem 1993. Był także ambasadorem w Socjalistycznej Republice Wietnamu w okresie od września 1985 do kwietnia 1988.